# بترودار
شركة بترودار للتشغيل المحدودة هي اتحاد شركات استكشاف واستخراج النفط في السودان ومقرها الخرطوم . تأسست في جزر العذراء في 31 أكتوبر 2001.
تتكون من اتحاد:
- شركة البترول الوطنية الصينية (CNPC) (41٪)،

- بتروناس الماليزية (40٪)،

- سودابت السودانية (8٪)،

- سينوبك الصينية (6٪)،

- الشركة القابضة المصرية الكويتية من خلال شركتها التابعة تراي أوشن للطاقة الكويتية (5٪). [1]

في عام 2008، شاركت شركة بترودار في استكشاف واستخراج النفط في المربعين 3 و7، وهما منطقتا امتياز نفطي في حوض ملوط في جنوب السودان. 
وتشير التقارير إلى أن إنتاج الشركة من تلك المنطقة يمثل حوالى نصف إجمالي إنتاج السودان من النفط الخام في أواخر عام 2006. 

## خط أنابيب ملوط
بترودار تصدر نفط ملوط خط أنابيب، يعرف باسم خط أنابيب بترودار.
حيث يربط حقول النفط في حوض ملوط مع المصفاة ومحطة التصدير في بورتسودان على البحر الأحمر.
خط أنابيب بترودار يبدأ من بالوج في جنوب السودان إلى مدينة بورتسودان أى حوالى 1600 كم. استغرق خط الأنابيب أربع سنوات لاكماله بست محطات ضخ ؛ بالوج والجبالين وودشلاي والعيلافون وجبل أم علي ومسمر. جهزت جميع المحطات للتعامل مع درجة حرارة النفط الخام ومعدل تدفقه حتى يصل إلى بورتسودان.